# Szilárd Jansik
Szilárd Jansik (* 6. April 1994 in Cegléd) ist ein ungarischer Wasserballspieler. Er war Olympiadritter 2021, Weltmeister 2023 und Weltmeisterschaftszweiter 2025. Bei Europameisterschaften gewann er einmal Gold und einmal Silber.

## Sportliche Karriere
Der 1,93 Meter große Centerverteidiger spielt bei Ferencváros Budapest. Er hat ein Wirtschaftstudium an der Universität der Wissenschaften Szeged abgeschlossen.
Bei der Weltmeisterschaft 2019 in Gwangju besiegten die Ungarn im Viertelfinale die australische Mannschaft mit 10:9. Nach der Halbfinalniederlage gegen die Italiener verloren die Ungarn im Spiel um den dritten Platz gegen die kroatische Mannschaft. Im Januar 2020 bei der Europameisterschaft in Budapest besiegten die Ungarn im Viertelfinale die russische Auswahl und im Halbfinale Montenegro. Im Finale bezwangen sie die Spanier im Penaltyschießen. Nach der Zwangspause wegen der COVID-19-Pandemie wurden die Olympischen Spiele in Tokio erst 2021 ausgetragen. Die Ungarn besiegten im Viertelfinale die Kroaten mit 15:11, wobei Jansik einen Treffer erzielte. Im Halbfinale unterlagen die Ungarn den Griechen mit 6:9. Im Spiel um den dritten Platz kämpften die Ungarn die Spanier mit 9:5 nieder.
2022 fand zunächst die Weltmeisterschaft in Budapest statt. Nachdem die Ungarn im Viertelfinale gegen Italien verloren hatte, erreichten sie in den Platzierungsspielen den siebten Rang. Zwei Monate später bei der Europameisterschaft in Split siegten die Ungarn im Viertelfinale gegen Montenegro und im Halbfinale gegen Spanien. Das Endspiel verloren die Ungarn mit 9:10 gegen Kroatien. Szilárd Jansik war Kapitän seiner Mannschaft und wurde als MVP des Turniers ausgezeichnet. Bei der Weltmeisterschaft 2023 in Fukuoka gewannen die Ungarn im Viertelfinale mit 13:12 gegen das Team aus den Vereinigten Staaten. Beim 12:11-Sieg im Halbfinale gegen Spanien warf Jansik zwei Tore. Das Finale gegen die Griechen gewannen die Ungarn im Penaltyschießen.
2024 belegten die Ungarn den vierten Platz bei der Europameisterschaft in Kroatien und den siebten Platz bei der Weltmeisterschaft in Doha. Bei den Olympischen Spielen in Paris gewannen die Ungarn im Viertelfinale im Penaltyschießen gegen die Italiener. Das Halbfinale verloren die Ungarn mit 8:9 gegen die Kroaten. Im Spiel um Bronze stand es am Ende der regulären Spielzeit 8:8, im Penaltyschießen siegte das Team aus den Vereinigten Staaten. 2025 bei der Weltmeisterschaft in Singapur besiegten die Ungarn im Viertelfinale die Kroaten mit 18:12 und im Halbfinale die Serben mit 19:18. Im Endspiel unterlagen sie den Spaniern mit 13:15.
Szilárd Jansik ist der jüngere Bruder von Dávid Jansik, der ebenfalls in der ungarischen Wasserballnationalmannschaft spielte.